# ريكو موتو
ريكو موتو (武藤 礼子 أو 武藤 禮子 موتو ريكو) هي مؤدية أصوات يابانية وُلدت في 1 مارس1947 في طوكيو، اليابان وتوفيت في 6 أكتوبر 2006 في سيتاغايا، طوكيو، اليابان بسبب قصور القلب.

## وصلات خارجية
- ريكو موتو على موقع IMDb (الإنجليزية)
- ريكو موتو على موقع ميوزك برينز (الإنجليزية)
- ريكو موتو على موقع قاعدة بيانات الفيلم (الإنجليزية)